# Stuart Blumberg
Stuart Blumberg (Cleveland, Ohio, 19 de julho de 1969) é um produtor cinematográfico, ator, cineasta e roteirista norte-americano. Como reconhecimento, foi nomeado ao Oscar 2011 na categoria de Melhor Roteiro Original por [the kids is all are right].